# Nostalgia (film 2022)
Nostalgia è un film del 2022 diretto da Mario Martone.
Adattamento cinematografico dell'omonimo romanzo del 2016 di Ermanno Rea e con protagonista Pierfrancesco Favino, è stato presentato in concorso al Festival di Cannes 2022. Il 26 settembre 2022 viene selezionato per rappresentare l'Italia ai Premi Oscar 2023 nella sezione del miglior film internazionale, non venendo tuttavia inserito tra i candidati al premio.

## Trama
Dopo quarant'anni vissuti tra il Libano, il Sudafrica e l'Egitto, Felice Lasco torna nel luogo dov'è nato, il rione Sanità di Napoli, per riabbracciare la madre ormai anziana e cieca, accudendola nell'ultimo periodo della sua vita. Dopo la morte della donna, Felice decide di non ripartire e di fermarsi a Napoli per riannodare i fili del suo passato adolescenziale. Tra i suoi ricordi spicca quello dell'amico d'infanzia Oreste Spasiano che Felice vorrebbe rivedere anche quando viene a sapere che è nel frattempo divenuto O'Mal'omm, il più pericoloso boss camorrista della Sanità. A rivelarglielo è Raffaele, vecchio spasimante di sua madre, che gli consiglia paternamente di tornare in Egitto, dove lo aspetta la moglie. 
Felice stringe un legame di stima anche con don Luigi, il parroco che ha celebrato il funerale della mamma. Durante una sorta di confessione (non in via sacramentale, non essendo egli cristiano) rivela al sacerdote un segreto finora per lui inconfessabile: un furto commesso insieme a Oreste quarant'anni fa era sfociato in un omicidio compiuto dall'amico che, colto sul fatto, aveva freddato il proprietario di una falegnameria. Don Luigi, impegnato in prima persona contro la camorra, reagisce sdegnosamente quando Felice gli confida che non avrebbe paura di reincontrare l'amico divenuto boss, al quale si sente ancora legato. Il sacerdote lo caccia dalla chiesa, ma il giorno dopo lo fa chiamare esortandolo a denunciare O'Mal'omm oppure, in alternativa, a lasciare la città, ritenendolo in pericolo. Felice è deciso però a rimanere e vuole incontrare l'amico divenuto boss che nel frattempo ha saputo del suo ritorno a Napoli.
Don Luigi intanto lo conduce nei vicoli della Sanità e i ricordi d'infanzia riaffiorano insieme a un accento partenopeo che Felice sembrava inizialmente aver dimenticato. Durante una cena a casa di una famiglia legata alla camorra, davanti a don Luigi, Felice racconta apertamente della sua vecchia amicizia con O'Mal'omm lasciando ammutoliti tutti i presenti. Finalmente riesce a mettersi in contatto con uno dei fedelissimi del boss, concordando una data per incontrarlo. Viene così condotto in un segretissimo covo della Sanità dove l'amico, più invecchiato di lui, vive in solitudine. 
In un drammatico confronto Felice giura a Oreste di non aver mai rivelato il loro comune segreto sull'omicidio del falegname, l'amico gli rimprovera però di essere fuggito lontano e averlo abbandonato senza mai più essersi fatto vivo, scegliendo una vita più agiata di quella che offrono i bassifondi della Sanità. O'Mal'omm gli intima quindi di lasciare Napoli quanto prima ma Felice ribadisce che non ha nessuna intenzione di farlo dopo essersi riconciliato con il proprio passato e propone al boss una definitiva riappacificazione. Don Luigi, furente con lui per l'incauto gesto di recarsi nel covo del boss, decide di far sorvegliare e proteggere Felice che nel frattempo ha convinto la moglie a trasferirsi e a raggiungerlo a Napoli. Il giorno prima del suo arrivo Felice sta rincasando, finalmente sorridente, ma viene avvicinato da Oreste che lo fredda con due coltellate.

## Promozione
Il trailer del film è stato diffuso online il 12 maggio 2022.

## Distribuzione
Il film è stato presentato in anteprima in concorso il 24 maggio al Festival di Cannes 2022 e distribuito nelle sale cinematografiche italiane da Medusa Film a partire dal 25 maggio. Il 28 novembre dello stesso anno il film viene distribuito sulla piattaforma Prime Video.

## Riconoscimenti
- 2022 - Festival di Cannes[3]
  - Candidatura alla Palma d'oro a Mario Martone
- 2023 - David di Donatello
  - Miglior attore non protagonista a Francesco Di Leva
  - Candidatura Miglior film
  - Candidatura Miglior regia a Mario Martone
  - Candidatura Miglior sceneggiatura non originale a Mario Martone e Ippolita di Majo
  - Candidatura Miglior attrice non protagonista a Aurora Quattrocchi
- 2022 - Nastro d'argento
  - Miglior regista a Mario Martone (anche per Qui rido io)
  - Miglior attore protagonista a Pierfrancesco Favino
  - Miglior attore non protagonista a Francesco Di Leva
  - Miglior attore non protagonista a Tommaso Ragno
  - Migliore sceneggiatura a Mario Martone e Ippolita di Majo (anche per Qui rido io)
  - Candidatura al Miglior film
  - Candidatura alla Migliore attrice non protagonista a Aurora Quattrocchi